# Landing Badjie
Landing „13“ Badjie († 15. April 2021 in Dakar) war ein gambischer Polizist. Er war Mitte der 2000er-Jahre Generalinspekteur der Polizei (englisch Inspector General of Police; IGP).

## Leben
Badjie hatte eine Karriere als Polizist bei der Gambia Police Force und brachte es bis zur Ernennung zum Generalinspekteur der Polizei. Er war auch hochrangiger Direktor bei der National Intelligence Agency (NIA). Anfang 2005 wurde er wegen Korruption angeklagt, verhaftet, seines Postens enthoben und im Februar 2005 durch Ousman Sonko ersetzt.
Im April 2006  fand er eine Aufgabe bei den Vereinten Nationen, wo er unter anderem an der African Union/United Nations Hybrid Operation in Darfur (UNAMID) teilnahm.

## Auszeichnungen und Ehrungen
- 2005 CRG, Commander Order of the Republic of The Gambia[7]